# Martin Heinrich
Martin Heinrich, właśc. Martin Trevor Heinrich (ur. 17 października 1971 w Fallon, Nevada) – amerykański polityk, senator ze stanu Nowy Meksyk od roku 2013, członek Partii Demokratycznej.